# Henri Harpignies

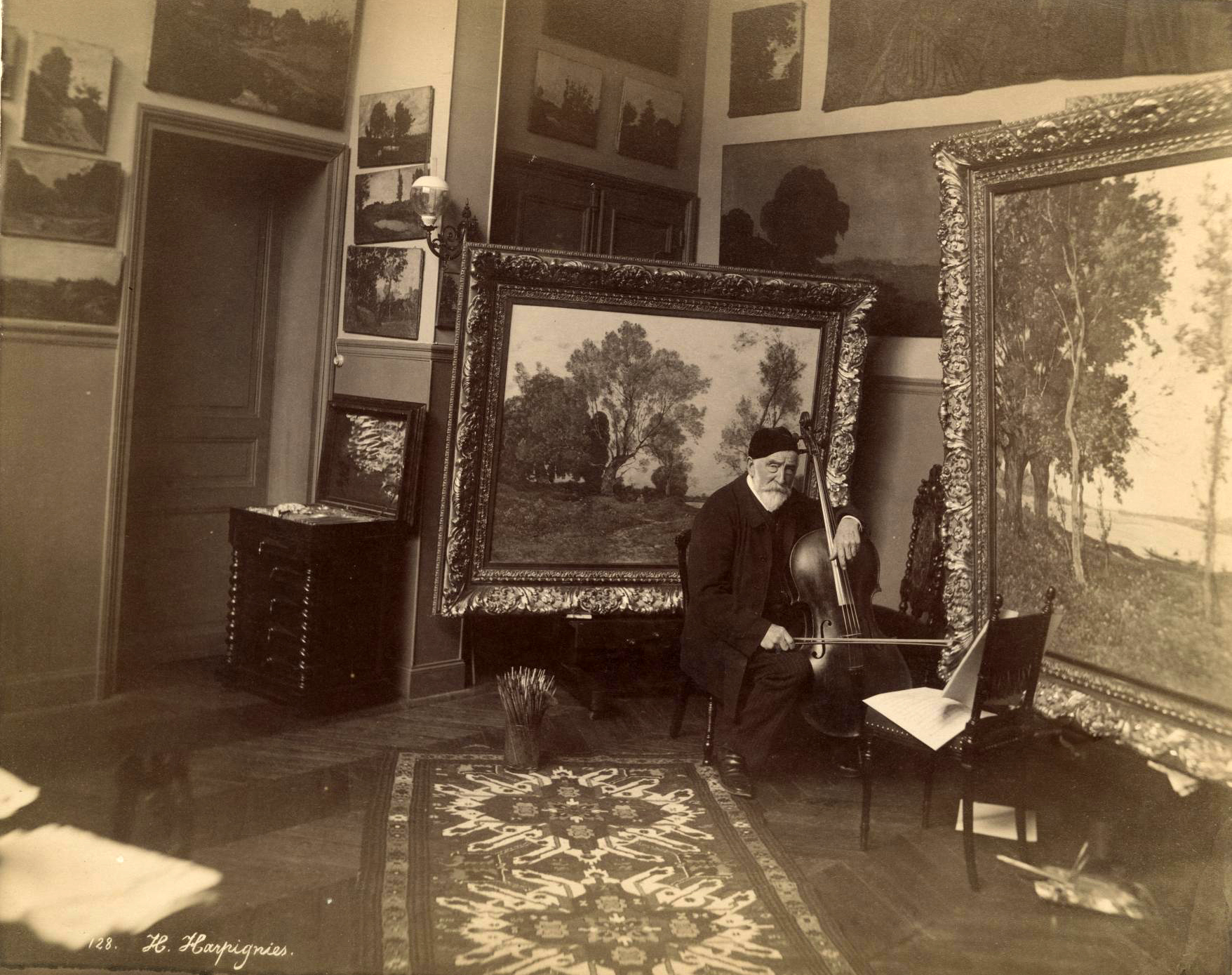
Henri Harpignies.

Henri-Joseph Harpignies (Valenciennes, 1819 – Saint-Privé (Yonne), 1916) è stato un pittore francese.

## Biografia
Allievo di Jean Achard, che gli insegnò a dipingere dal vero, fu tra i paesaggisti più fecondi del XIX secolo.
Pittore della scuola di Barbizon, fu degno chiosatore di Corot e lavorò a lungo nel Bel Paese. I suoi soggetti preferiti furono i boschi e la campagna, tanto che Anatole France lo soprannominò, esagerando, il Michelangelo degli alberi.
Negli ultimi anni passò all'Impressionismo.
Ebbe come allievi Étienne Moreau-Nélaton e Émile Appay.